# Ottange
Ottange (Duits: Öttingen, Luxemburgs: Ëtteng) is een gemeente in het Franse departement Moselle (regio Grand Est). Ottange telde op 1 januari 2022 3.012 inwoners.

## Geschiedenis
De gemeente maakte deel uit van het kanton Fontoy in arrondissement Thionville-Ouest tot deze op 22 maart 2015 werden opgeheven. De gemeenten van dat kanton werden opgenomen in het kanton Algrange, dat onderdeel werd van het arrondissement Thionville.

## Geografie
De oppervlakte van Ottange bedroeg op 1 januari 2022 15,48 vierkante kilometer; de bevolkingsdichtheid was toen 194,6 inwoners per km².

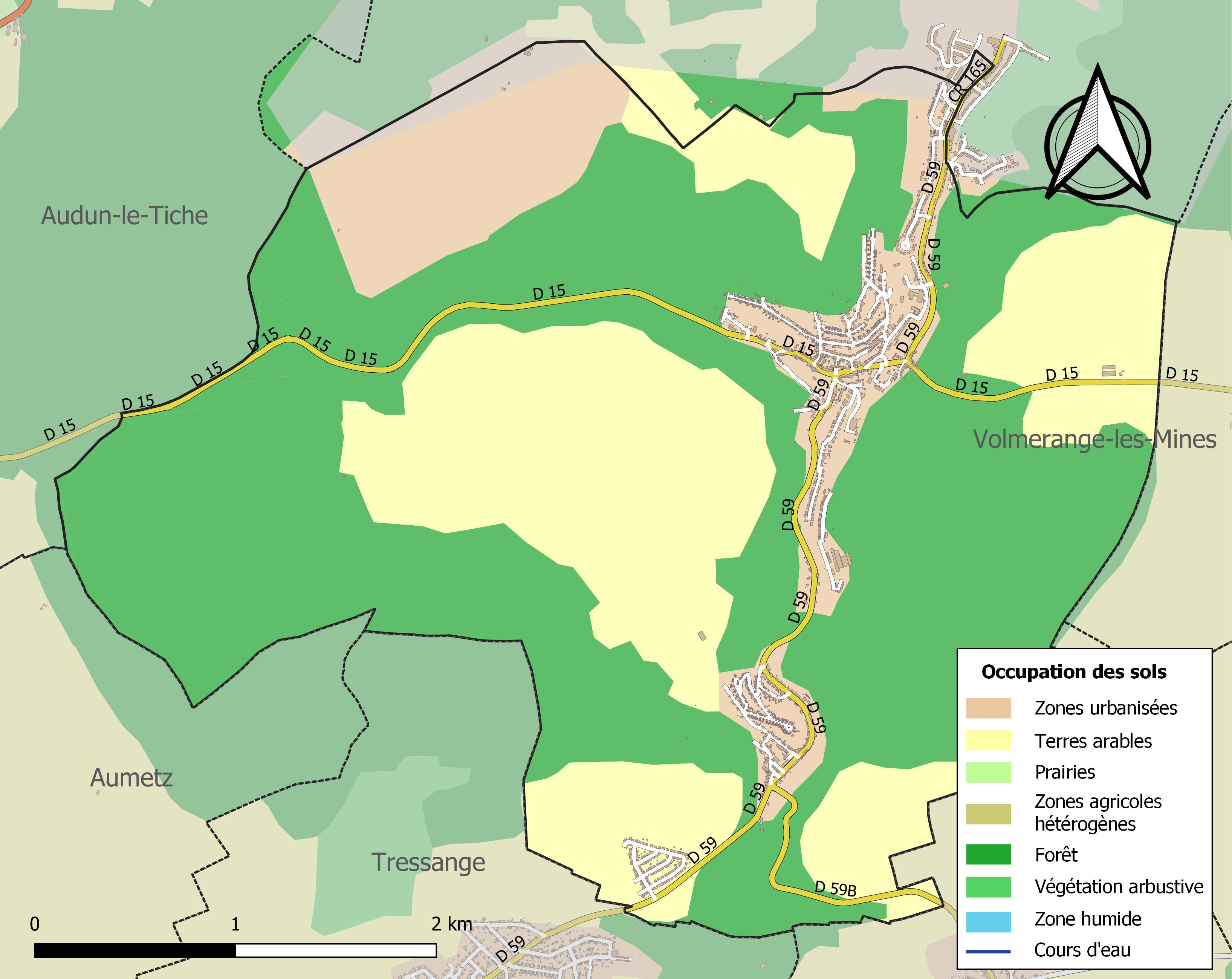
Kaart van de gemeente met de belangrijkste infrastructuur, bodemgebruik en omliggende gemeenten

## Demografie
Onderstaande figuur toont het verloop van het inwonertal (bron: INSEE-tellingen).

## Vervoer
In Ottange bevindt zich het Luxemburgse treinstation Rumelange-Ottange, alwaar treinen stoppen naar Rumelange en Esch-sur-Alzette.

## Geboren
- Félix Corrent (1895-1968), Luxemburgs schilder en etser